# Ken Waller
Kenny „Ken” Waller (ur. 20 marca 1942 w Jeffersonville) – amerykański kulturysta.

## Życiorys

### Wczesne lata
Urodził się i dorastał w Jeffersonville w stanie Indiana. Uczęszczał na Western Kentucky University (klasa 1965) w Bowling Green, gdzie był członkiem niepokonanej drużyny piłki nożnej Tangerine Bowl (1963). Po ukończeniu szkoły i odbyciu służby wojskowej w United States Marine Corps, został nauczycielem w liceum w Louisville. Następnie grał zawodowo w piłkę nożną w Kanadzie.

### Kariera
W 1975 zajął pierwsze miejsce w Pretorii w RPA i zdobył tytuł Mr Universe w konkursie Międzynarodowej Federacji Kulturystów. Był znany ze swych kręconych rudych włosów i piegów - jeden z bardzo rzadkich spotykanych rudowłosych zawodowych kulturystów. Brał udział w filmie Pumping Iron (1977) u boku Arnolda Schwarzeneggera.

## Tytuły
| Rok  | Konkurencja                | Wynik                                      |
| ---- | -------------------------- | ------------------------------------------ |
| 1968 | AAU Mr. Olympi             | 4. miejsce                                 |
| 1968 | AAU Mr. USA                | 4. miejsce                                 |
| 1969 | AAU Junior Mr. USA         | 1. miejsce                                 |
| 1969 | AAU Junior Mr. USA         | Najbardziej muskularny, 1. miejsce         |
| 1969 | AAU Mr. America            | 3. miejsce                                 |
| 1969 | AAU Mr. USA                | 1. miejsce                                 |
| 1969 | AAU Mr. USA                | Najbardziej muskularny, 1. miejsce         |
| 1970 | AAU Junior Mr. America     | 2. miejsce                                 |
| 1970 | AAU Junior Mr. America     | Najbardziej muskularny, 2. miejsce         |
| 1970 | AAU Mr. America            | 2. miejsce                                 |
| 1970 | AAU Mr. America            | Najbardziej muskularny, 2. miejsce         |
| 1970 | AAU Mr. World              | w kategorii wysokiej i ogólnej, 1. miejsce |
| 1971 | IFBB Mr. America           | w kategorii wysokiej i ogólnej, 1. miejsce |
| 1971 | IFBB Mr. International     | w kategorii wysokiej, 1. miejsce           |
| 1971 | NABBA Mr. Universe         | w kategorii wysokiej i ogólnej, 1. miejsce |
| 1971 | WBBG Pro Mr. World         | 2. miejsce                                 |
| 1972 | IFBB Mr. International     | w kategorii wysokiej i ogólnej, 1. miejsce |
| 1972 | IFBB Mr. World             | w kategorii wysokiej i ogólnej, 1. miejsce |
| 1972 | IFBB Universe              | w kategorii wysokiej, 2. miejsce           |
| 1973 | NABBA World Championships  | 1. miejsce                                 |
| 1974 | IFBB Universe              | w kategorii wysokiej, 2. miejsce           |
| 1975 | IFBB Universe              | w kategorii wysokiej i ogólnej, 1. miejsce |
| 1976 | 1976 Mr. Olympia           | w kategorii ogólnej 200, 1. miejsce        |
| 1977 | 1977 Mr. Olympia           | w kategorii ogólnej 200, 5. miejsce        |
| 1977 | 1977 Mr. Olympia           | w kategorii ogólnej 200, 2. miejsce        |
| 1979 | IFBB Night of Champions    | 6. miejsce                                 |
| 1980 | IFBB Grand Prix California | 7. miejsce                                 |
| 1980 | 1980 Mr. Olympia           | 16. miejsce                                |
| 1981 | 1981 Mr. Olympia           | 16. miejsce                                |

## Filmografia
- 1976: Niedosyt (Stay Hungry) jako Doug Stewart
- 1977: Pumping Iron (Kulturyści) w roli samego siebie
- 1979: Kill the Golden Goose jako Wolfe
- 1980: The Comeback (dokumentalny) w roli samego siebie
- 1981: The Incredible Hulk - odc. King of the Beach  jako król
- 1988: Flex w roli samego siebie
- 2002: Raw Iron: The Making of Pumping Iron (dokumentalny TV) w roli samego siebie/Mr. Universe 1975
- 2008: Why We Train (dokumentalny) w roli samego siebie